# Альяндра (Португалия)
Альяндра (порт. Alhandra) — населённый пункт и район в Португалии, входит в округ Лиссабон. Является составной частью муниципалитета Вила-Франка-де-Шира. Находится в составе крупной городской агломерации Большой Лиссабон. По старому административному делению входил в провинцию Рибатежу. Входит в экономико-статистический субрегион Большой Лиссабон, который входит в Лиссабонский регион. Население составляет 7205 человек на 2001 год. Занимает площадь 1,65 км².
Покровителем района считается Иоанн Креститель (порт. João Baptista).
Здесь в 1453 году родился знаменитый мореход Афонсу де Албукерке.